# Gomo Onduku
Gomo Onduku, né le 17 novembre 1993 à Ekeremor, est un footballeur international nigerian évoluant au poste d'attaquant. 
Il évolue actuellement aux Abia Warriors.

## Biographie
Gomo Onduku reçoit deux sélections en équipe du Nigeria lors de l'année 2013.